# 마타 하리 (1985년 영화)
마타 하리(Mata Hari)는 미국에서 제작된 커티스 해링턴 감독의 1985년 드라마, 전쟁, 스릴러 영화이다. 실비아 크리스텔 등이 주연으로 출연하였고 로니 야코브 등이 제작에 참여하였다.

## 출연

### 주연
- 실비아 크리스텔

### 조연
- 크리스토퍼 카제노브
- 마이클 안소니
- 브라이언 배드코
- 에메스 발로흐
- 페렝크 벤크